# Shang Wenjie

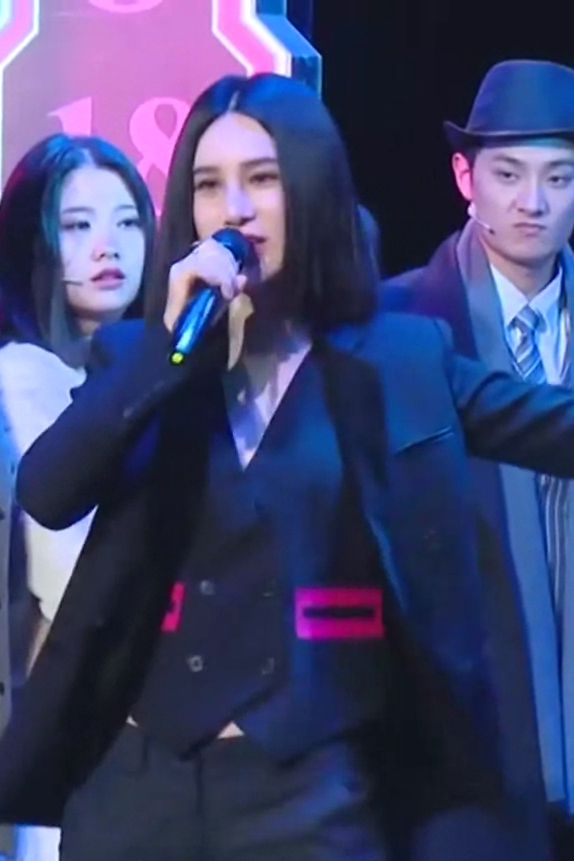
Shang Wenjie

Shang Wenjie (Chinesisch: 尚雯婕; Pinyin: Shàng Wénjié, geboren am 22. Dezember 1982 in Shanghai, China), auch bekannt als Laure Shang, ist eine chinesische Sängerin, Songwriterin, Schauspielerin und Unternehmerin. Sie gewann die dritte Staffel des chinesischen Gesangswettbewerbs Super Girl.

## Kindheit und Jugend
Shang wollte schon als Kind Sängerin werden. Ihr Vater hielt sie jedoch an, fleißig zu lernen und ein Studium anzustreben. Im Jahr 1998, nach dem Abschluss der Junior High School, wurde Shang in die Jincai Middle School aufgenommen, die sie 2001 mit hervorragenden Noten abschloss. Sie wurde an der Fudan-Universität mit dem Hauptfach Französisch zugelassen.
Als Mitglied des Literatur- und Kunstausschusses ihrer Schule organisierte und beteiligte sie sich an verschiedenen Gesangswettbewerben, Aufführungen und Drehbuchadaptionen, lernte verschiedene Instrumente zu spielen und auch zu singen. Im Jahr 2002 vertrat Laure Shang ihre Universität beim National College Student French Song Contest in Wuhan und gewann den zweiten Platz. Die französische Botschaft in China belohnte sie mit einem Hin- und Rückflugticket für einen Urlaub in Frankreich.
Während ihrer Schulzeit gewann sie nicht nur ein nationales Stipendium, sondern gründete auch das Wenjie French-Chinese Language Training Service Center und bewarb sich für den College Student Science and Technology Entrepreneurship Fund. In ihrer Studienzeit absolvierte sie ein Praktikum bei der Western France und nahm viele Male an den französischen Film-Specials des Shanghai International Film Festival teil. Im April 2005 fungierte sie sogar als Hauptübersetzerin für das Film Festival.

## Karriere
Nach ihrem Universitätsabschluss im Jahr 2005 arbeitete Laure Shang bei einem französischen Unternehmen im Bezirk Xuhui in Shanghai. Sie spricht Französisch, Englisch und Spanisch und wurde nur vier Monate später zur Assistentin des Geschäftsführers ernannt.
Im Frühling 2006 gewann Shang nach vergeblichen Versuchen in Hangzhou und Chengdu in Guangzhou den zweiten Platz bei den Regionalwettbewerben für Hunan Televisions Musikshow Super Girl und erreichte das nationale Finale in Changsha. Nach einem intensiven Wettkampf besiegte Laure Shang die Favoritin Tan Weiwei mit 5,19 Millionen Stimmen und trat mit Tianyu Entertainment unter Vertrag.
Im September 2009 feierte die romantische Komödie If You Are The One Premiere in Frankreich. Das von Laure Shang komponierte und gesungene Stück Quand Je Me Regarde erhielt mehr als vier Millionen Suchanfragen in Europa. Shang erhielt außerdem eine Einladung zur Zusammenarbeit mit dem französischen Musiker Laurent Voulzy und dem belgischen Musiker Jean-François Maljean.
Auf Einladung der belgischen Regierung trat sie 2010 bei der Weltausstellung in Shanghai für den König von Belgien auf. Das von ihr und Jean-François Maljean komponierte und gesungene Lied Our Song wurde als bestes Lied auf der Weltausstellung ausgezeichnet und mehr als 150 Millionen Mal von der offiziellen Website der Ausstellung heruntergeladen. Im Oktober nahm Shang auf Einladung der kanadischen Regierung an den Feierlichkeiten zum 40-jährigen Jubiläum der sino-kanadischen Beziehungen teil. Der kanadische Premierminister Stephen Harper lud sie persönlich in sein Büro ein, um über die Beziehungen zwischen China und Kanada zu sprechen.
Am 30. Januar 2011 nahm sie an der Chinese New Year Gala in den USA und später an der Five Continents Spring Festival Gala in Montreal, Ottawa und Toronto, Kanada teil. Bei der Spring Festival Gala in China sang sie zusammen mit der belgisch-kanadischen Sängerin Lara Fabian das Lied J'y Crois Encore. Im September schrieb sie den Titelsong Amazing Life für den One Young World Summit, welcher in Zürich, in der Schweiz abgehalten wurde.
Im Januar 2013 trat Laure Shang in der Musikshow I Am a Singer auf. Am 25. April nahm sie am Staatsbankett des Besuchs des französischen Präsidenten François Hollande in China teil, war Botschafterin des chinesisch-französischen Kulturaustauschs und sang mehrere französische Lieder. Im Mai war sie Jurorin für die Musikshow Super Boys und entdeckte Hua Chenyu.
Im selben Jahr gründete Shang zusammen mit dem Freund und Geschäftspartner Nie Xieyuan ihr eigenes Musikstudio. Am 24. April 2014 entstand daraus BG Talent. Das Unternehmen ist auf die Schaffung und Entwicklung talentierter junger Künstler in China spezialisiert, so zum Beispiel Li Geyang, Huo Minghao, Zeng Shunxi, Chen Jingke, Li Zhenning, Shi Mingze, Wang Nanjun und Dimash Kudaibergen.
Im April 2017 nahm sie an der fünften Staffel der Musikshow Singer teil und sang zusammen mit dem kasachischen Sänger Dimash Kudaibergen.
Am 19. März 2018 nahm sie an der Auftaktzeremonie der Chinesisch-Französischen Filmwoche teil und wurde zur Ehrenbotschafterin für den französisch-chinesischen Kulturaustausch ausgezeichnet. Im April wurde sie außerdem zur Leiterin der Abteilung für Literatur und Kunst des China International Culture Exchange Center ernannt. Im September nahm sie an der Mid-Autumn Festival Gala in Sydney teil und sang das Lied Trouble Is A Friend zusammen mit der australischen Sängerin Lenka.
Zwischen 2018 und 2022 trat sie viermal in der Musikshow Everlasting Classics auf. Im Juli 2019 nahm sie außerdem an der zweiten Staffel von Super Vocal und im März 2021 an den Musikshows The Treasured Voice und The Flash Band teil.

### Heute
Im Frühling und Sommer 2024 nahm Shang an der fünften Staffel der Musikshow Ride The Wind teil. Sie sang die Lieder Move Your Body, Shouldn't, Hot Winter, Virtual, Time Boils The Rain, Heart Beating 808, Reflection Of Life, Wrapped Up Tight, This Is Me, Chandelier und Love. Reflection Of Life performte sie zusammen mit der französischen Sängerin Joyce Jonathan, mit welcher sie am 28. Juni das Lied Let Light Meet Light veröffentlichte. Dieses enthält sowohl chinesische wie auch französische Zeilen und feiert das 60-jährige Bestehen der sino-französischen Beziehungen.
2025 tritt Laure Shang auf verschiedenen Musikfestivals innerhalb Chinas auf.

## Diskografie

### Alben und EPs
- (6. Juni 2007) Dream Of The Floating Bridge (梦之浮桥) (EP)
- (22. Oktober 2007) Under Van Gogh's Starry Sky (在梵高的星空下)
- (25. Dezember 2007) About Us (关于我们) (Cover Album)
- (10. Oktober 2009) Time Lady (时代女性)
- (18. November 2010) Fashion Icon (全球风靡)
- (24. Januar 2011) Nightmare (魔)
- (28. August 2011) IN
- (22. August 2012) Ode To The Doom (最後的讚歌)
- (7. November 2013) Graceland (恩賜之地)
- (5. Dezember 2016) Black & Golden (黑金)
- (24. August 2018) The Puzzle Pieces
- (24. August 2020) Chanting Verses (咏) (EP)
- (31. August 2023) Mind Uploading 0.1 (意識上傳中… 0.1：覺醒) (EP)
- (13. Oktober 2023) Mind Uploading 0.2 (意識上傳中… 0.2：虹荒) (EP)
- (27. Dezember 2023) Mind Uploading 0.3 (意識上傳中… 0.3：神游) (EP)

### Andere Alben
- (21. Dezember 2010) Ma Puce (Mini Remix Album)
- (21. Dezember 2011) w in win (Demo Album)
- (20. Juli 2012) Before The Doom (Bonus EP)
- (12. September 2016) Black & Golden. Pure (Instrumental Album)
- (10. Januar 2017) The Black Remix (Remix Album)
- (Februar 2017) The Golden Collection (The Best of Album)

### Konzerte
- (2008) Share (尚佳分享演唱会)
- (2009) Sound Of Nature (天籁倾城上海交响音乐会)
- (2009) iLady (三色艾雷迪巡回演唱会)
- (2012) Atypical L!ve (异类王国巴黎音乐会)